# Armando (artiste)
Pour les articles homonymes, voir Armando (homonymie).
Armando, pseudonyme de Herman Dirk van Dodeweerd, né le 18 septembre 1929 à Amsterdam et mort le 1er juillet 2018 à Potsdam, est un peintre, sculpteur et écrivain néerlandais.

## Biographie
Herman Dirk van Dodeweerd naît le 18 septembre 1929 à Amsterdam.
En 1950, il étudie l'histoire de l'art à l'université d'Amsterdam. Là il découvre les peintures informelles et spontanées de Karel Appel et Constant, qui ont une grande influence sur son travail.
Sa première exposition personnelle a lieu à la galerie Le Canard à Amsterdam en 1954, année où il commence à écrire de la poésie. Influencés par le groupe Cobra, ses premiers dessins des années 1950 sont spontanés et ont une tendance à l'abstraction ; il les dessine souvent dans l'obscurité ou de la main gauche, comme dans Drawing ( 1954 ; Berlin, Alte N.G.).
En tant qu'artiste visuel, il fait partie du groupe « informel » néerlandais fondé en 1959 par Jan Henderikse, qui fusionne avec le mouvement néerlandais Zero en 1960.
Ses thèmes de prédilection sont issus de son enfance à Amersfoort, pendant la Seconde Guerre mondiale. Sur son terrain de jeu composé de forêts et de landes se trouve le camp d'Amersfoort. La violence de la guerre le marque profondément. En 1979-1980 il se rend à Berlin et décide d'y rester ; il travaille dans l'ancien atelier du sculpteur nazi Arno Breker. Armando qualifie son propre travail de « sobrement biographique ».
En tant que poète et artiste, il est impliqué dans De Nieuwe Stijl et Gard Sivik.
Il ne se limite pas aux arts visuels et à la littérature. Il joue par exemple du violon dans l'orchestre tzigane de Tata Mirando et, entre 1971 et 1997, il réalise avec Cherry Duyns une série d'émissions de télévision et de théâtre intitulée Herenleed. Ils y font de l'humour absurde dans des sketches joués par deux messieurs (Armando et Duyns), avec des intermèdes ultérieurs avec Johhny van Doorn (1944-1991).
Pour ses écrits, Armando reçoit le prix Herman Gorter, le prix F. Bordewijk et le prix Multatuli, et en 1985 le prix Jacobus van Looy pour l'ensemble de son œuvre. En 2000, il reçoit un Zilveren Griffel.
Le musée Armando est créé à Amersfoort en 1998, mais il est complètement détruit par un incendie en octobre 2007, détruisant la quasi-totalité de la collection présente et une partie des archives documentaires. Une partie de la collection sauvée est transférée au nouveau Museum Oud Amelisweerd à Bunnik.
Il reçoit plusieurs prix et distinctions, dont le Gouden Ganzeveer en 1987, le VSB Poëzieprijs et, en 2009, le Gouden Eremedaille voor Kunst en Wetenschap, qui est rattaché à l'Ordre de la Maison d'Orange.
Armando meurt le 1er juillet 2018 à Potsdam.

## Distinctions
- Chevalier de l'ordre du Lion néerlandais